# Сандетье (плавучий маяк)

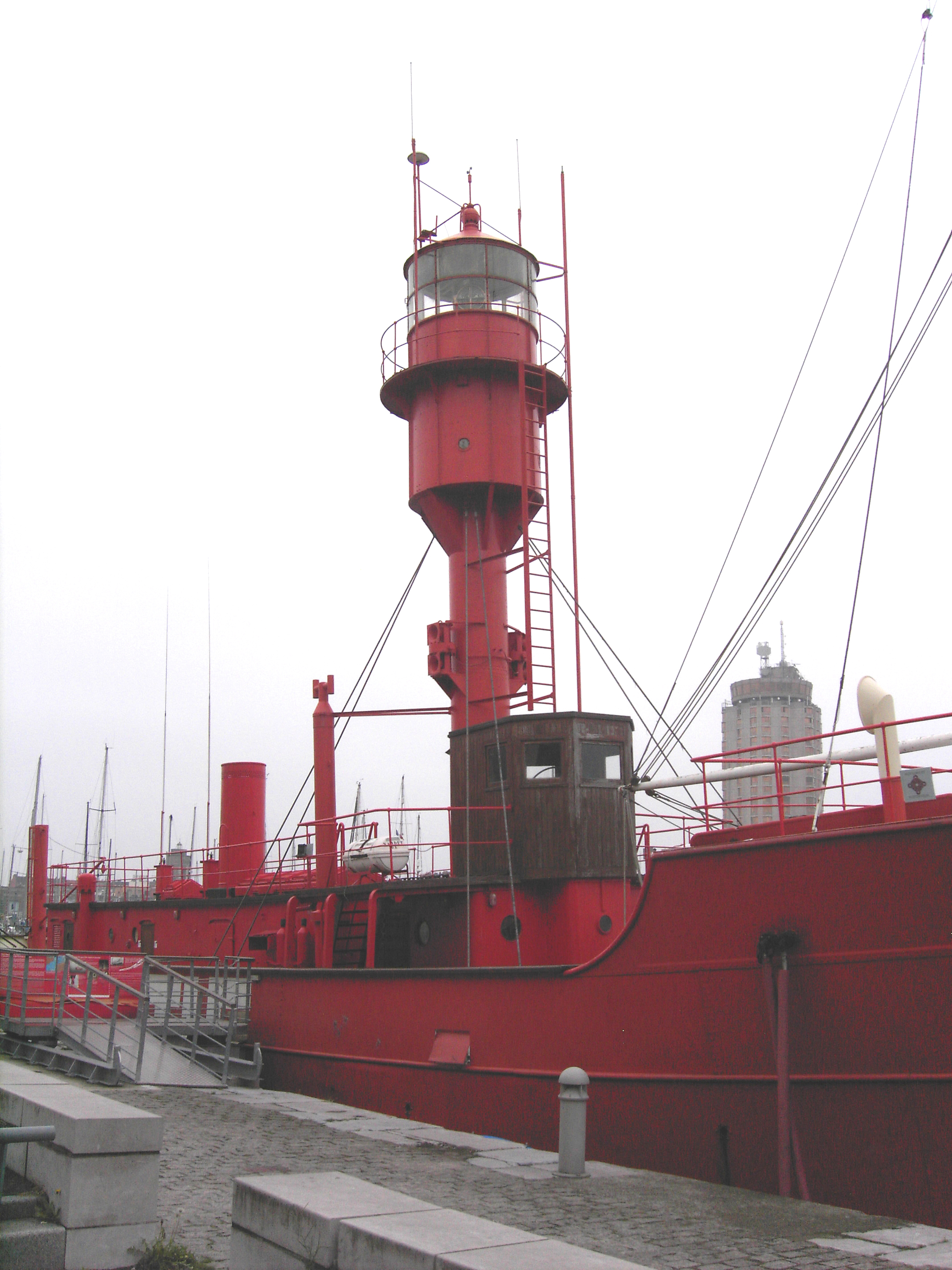

«Сандетье» — последний из плавучих маяков на отмелях Фландрии.
Был построен в 1937 году на верфи «Форже э Шантье Медитеране» и назван в честь отмели, которую он обозначал. В 1980-х годах суда такого типа были заменены на сигнальные буи. «Сандетье» поставили на консервацию в начале 1990-х годов. Сейчас плавучий маяк находится в порту Дюнкерка.